# Зодиак (фильм, 2005)
«Зодиак» (англ. The Zodiac) — фильм режиссёра Александр Балкли, снятый в 2005 году. Фильм основан на реальных событиях, связанных с кровавой деятельностью серийного убийцы, называвшего себя «Зодиаком».

## Сюжет
20 декабря 1968 года в одном из калифорнийских городков происходит убийство двух подростков, приехавших на первое свидание. Дело поручено инспектору Мэтту Пэришу, однако у следствия слишком мало материалов. Через полгода происходит следующее нападение. А после этого убийца пишет в газеты, требуя опубликовать на первой странице газет зашифрованное сообщение. При этом называет себя странным псевдонимом — Зодиак.
Загадка привлекает внимание общественности, а убийств становится всё больше и больше. У Пэриша начинаются проблемы с женой, которая панически боится убийцу. Мэтту кажется, что он вычислил убийцу, однако его версия оказывается ложной, а задержанный — невиновным. Настоящий же Зодиак продолжает как убивать, так и общаться с прессой…

## В ролях
| Актёр              | Роль                 |
| ------------------ | -------------------- |
| Джастин Чэмберс    | инспектор Мэтт Пэриш |
| Робин Танни        | Лаура Пэриш          |
| Рори Калкин        | Джонни Пэриш         |
| Уильям Мапотер     | Дейл Коверлинг       |
| Брэд Хенке         | Билл Грегори         |
| Рекс Линн          | Джим Мартинес        |
| Филип Бейкер Холл  | Френк Перкинс        |
| Марти Линдси       | Зодиак               |
| Шелби Алексис Ирей | Бобби                |
| Натасия Коста      | Мэри                 |
| Крис Палм          | Майкл                |
| Нат Душку          | Скотт Вашингтон      |
| Кэтлин Чесна       | Пэтси                |
| Кэтрин Хауэлл      | миссис Бучер         |